# Rio de Janeiro (delstat)
Delstaten Rio de Janeiro (RJ) er en af de arealmæssigt mindre, men befolkningsmæssigt største (17.366.189 indbyggere (2020)), brailianske
delstater. Den er placeret i den sydøstlige del af landet i regionen Sudeste ud til
Atlanterhavet. Hovedstaden hedder Rio de Janeiro og delstaten grænser op til
Minas Gerais, Espírito Santo og São Paulo. Nogle af kommunerne i delstaten er:
- Bom Jesus do Itabapoana
- Cachoeiras de Macacu
- Itaperuna
- Japeri
- Mangaratiba
- Maricá
- Mesquita
- Nilópolis
- Queimados
- Santa Maria Madalena
- São Fidélis
- São Gonçalo
- São João da Barra
- Seropédica

- Wikimedia Commons har flere filer relateret til Rio de Janeiro (delstat)

22°02′S 42°42′V / 22.03°S 42.7°V